# قشلاق گازلوحاجی‌محمد (کلیبر)
قشلاق گازلوحاجی‌محمد یکی از روستاهای استان آذربایجان شرقی است که در دهستان قشلاق بخش آبش‌احمد شهرستان کلیبر واقع شده‌است.